# Marianne Brandt (artista)
Marianne Brandt, nata Marianne Liebe (Chemnitz, 1º ottobre 1893 – Kirchberg, 18 giugno 1983), è stata una designer, fotografa, scultrice, pittrice tedesca.

## Biografia
Dal 1911 al 1917 frequenta la Groß-herzoglich-Sächsische Hochschule für Bildende Kunst di Weimar. Successivamente dal 1924 al 1926 studia presso la Bauhaus, seguendo i corsi di Josef Albers e László Moholy-Nagy. 

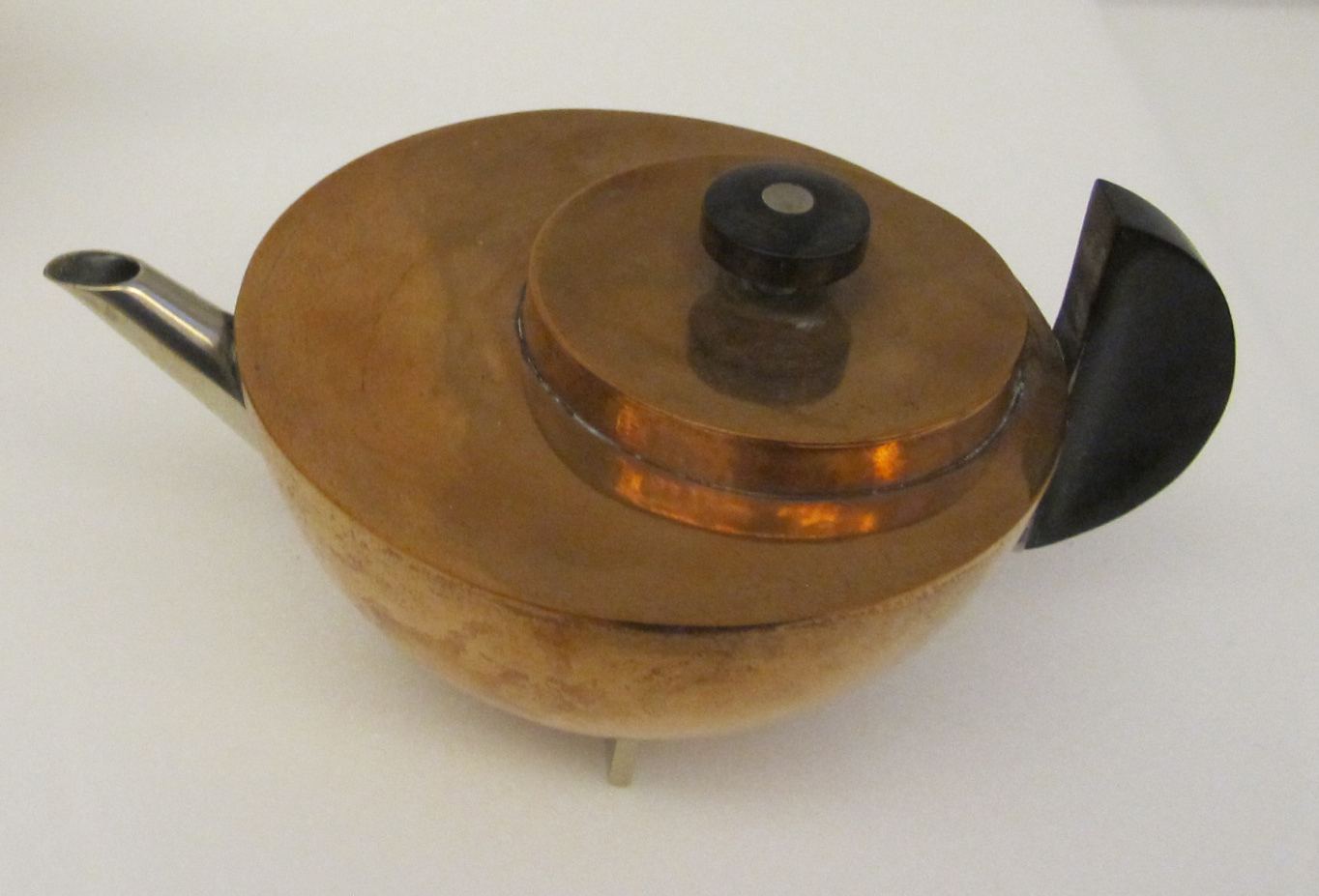
Teiera, 1924, Marianne Brandt

Dal 1927 diventa collaboratrice del laboratorio di lavorazione del metallo della Bauhaus e si specializza nella lavorazione dell'argento. Dal 1928 al 1929 diventa vicedirettrice del laboratorio.
Nel 1929 si trasferisce a Berlino, dove collabora con Walter Gropius, occupandosi di mobili e di arredamento d'interni. Dal 1930 al 1933 si trasferisce a Gotha ed inizia a collaborare con la fabbrica Ruppelwerk.

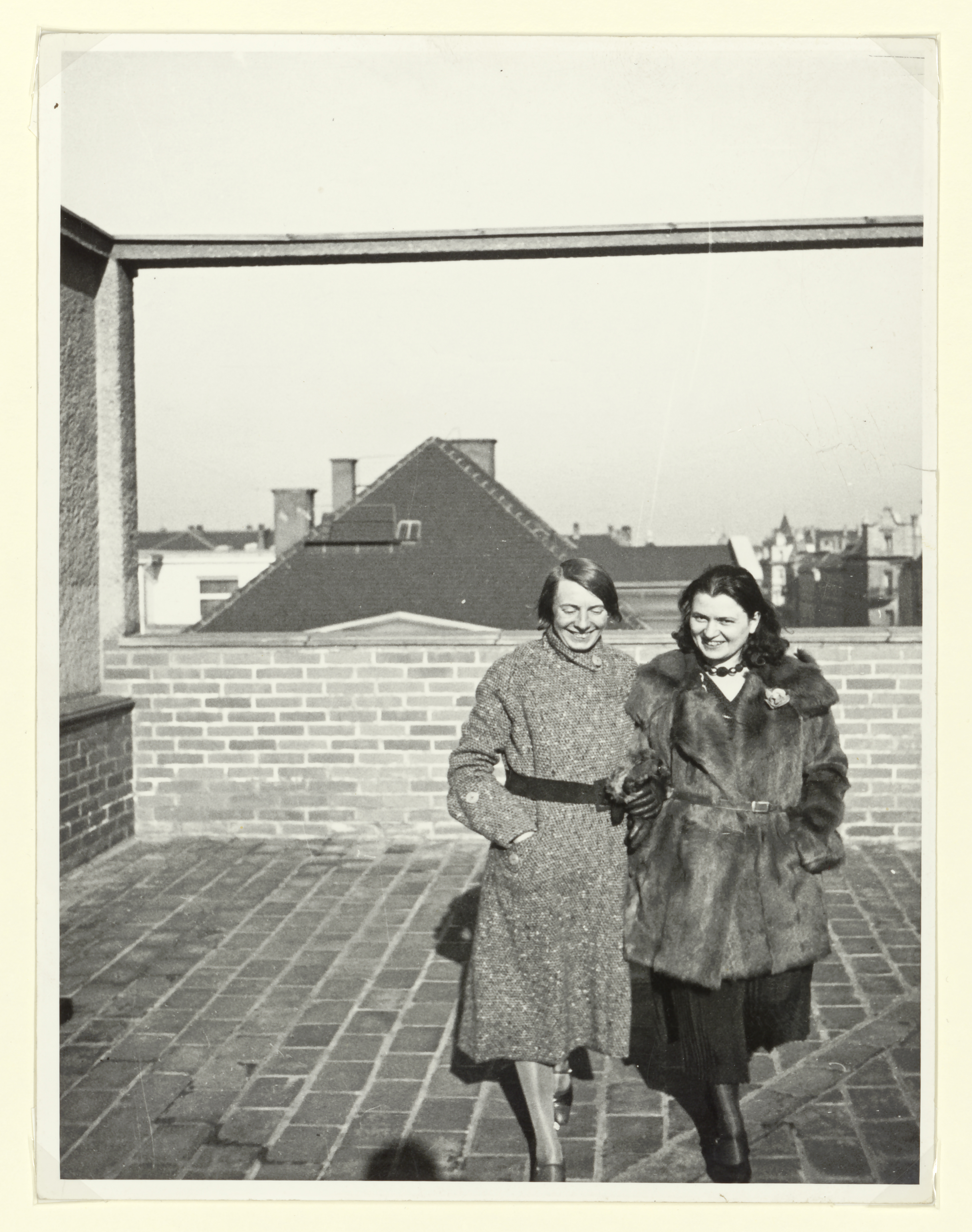
Marianne Brandt in 1926